# Bandiera dell'Iran
La bandiera dell'Iran, nella sua versione attuale, venne adottata il 29 luglio 1980, come riflesso dei cambiamenti portati nel Paese dalla rivoluzione islamica del 1979. La forma base della bandiera è composta da tre bande orizzontali di uguali dimensioni. I colori, partendo dall'alto, sono il verde (il colore dell'Islam che rappresenta anche la crescita), il bianco (che simboleggia l'onestà e la pace) e il rosso (sinonimo di coraggio e martirio).
Questa configurazione è stata utilizzata fin dall'inizio del XX secolo ed era presente anche nella bandiera dell'Iran dello scià. Ad ogni modo, nel periodo degli scià, al centro della bandiera era presente l'immagine di un sole nascente dietro a un leone che impugna una spada con la zampa anteriore, simbolo classico della Persia.
Dalla rivoluzione islamica, questa immagine è stata sostituita con l'emblema nazionale, disegnato da Hamid Nadimi, di colore rosso nel centro della bandiera. È altamente stilizzato e composto di vari elementi islamici: in una forma geometricamente simmetrica le quattro mezzelune formano la parola Allah; leggendo da destra a sinistra la prima è la lettera Alif, la seconda mezzaluna è il primo Lām, la linea verticale (spada) è il secondo Lām, e la terza e quarta mezzaluna, insieme, formano l'Hāʾ. Sopra il tratto centrale c'è uno shadda (un segno diacritico che indica geminazione), simile alla lettera W. La forma a tulipano dell'emblema, nel suo complesso, commemora coloro che sono morti per l'Iran e simboleggia i valori di patriottismo e di sacrificio, sulla base di una leggenda che i tulipani rossi crescano dal sangue versato dei martiri. Le quattro mezzelune più la spada, inoltre, rimandano simbolicamente ai cinque pilastri della religione islamica.
Un altro cambiamento portato alla bandiera dalla rivoluzione islamica è l'aggiunta di una frase in arabo, scritta in cufico stilizzato, che rende la bandiera non reversibile. La scritta riporta la frase Allahu Akbar, ovvero Dio è il più grande. Questa frase, riportata in bianco sul bordo interno della banda verde e di quella rossa, è ripetuta 11 volte per ogni banda, per un totale di 22 volte, in riferimento alla rivoluzione che avvenne il ventiduesimo giorno dell'undicesimo mese del calendario iraniano.
Dal 22 luglio 2008 è vietato esporre la bandiera a mezz'asta in caso di lutto, per portare rispetto alla parola Allah, come già avveniva per la bandiera dell'Arabia Saudita. In caso di lutto è stato suggerito di innalzare un'altra bandiera nera a mezz'asta.
A seguito della morte di Armita Gerawand, in Iran e nel mondo sono sorti numerosi movimenti di protesta contro il regime degli Ayatollah, i quali utilizzano come simbolo la vecchia bandiera dello scià con il leone; durante questi movimenti si è inoltre diffusa una variante non ufficiale della bandiera iraniana, basata sulla versione pre-rivoluzionaria ma con la scritta: "IRAN" in nero in luogo del leone.

## Significato dei colori
- Verde: Islam
- Bianco: pace
- Rosso: coraggio

## Bandiere storiche

Derafsh Shahbaz, stendardo dell'Impero achemenide (VI-IV sec. a.C.)
Derafsh Kaviani, stendardo dell'Impero sasanide (224-651)
Bandiera dell'Impero safavide (1501-1736)
Bandiera persiana sotto la Dinastia Afsharide (1736-1750)
Bandiera persiana sotto la Dinastia Zand (1750-1794)
Bandiera persiana sotto la Dinastia Qajar (1794-1925)
Bandiera di stato dell'Iran sotto la Dinastia Pahlavi (1925-1979) ora utilizzata anche da manifestanti contro il regime iraniano.
Bandiera civile dell'Iran sotto la Dinastia Pahlavi, utilizzata poi come vessillo ufficiale subito dopo la rivoluzione, fino al 1980.
Prima bandiera adottata dal regime islamico dopo la sua instaurazione; fu utilizzata nel solo 1980.
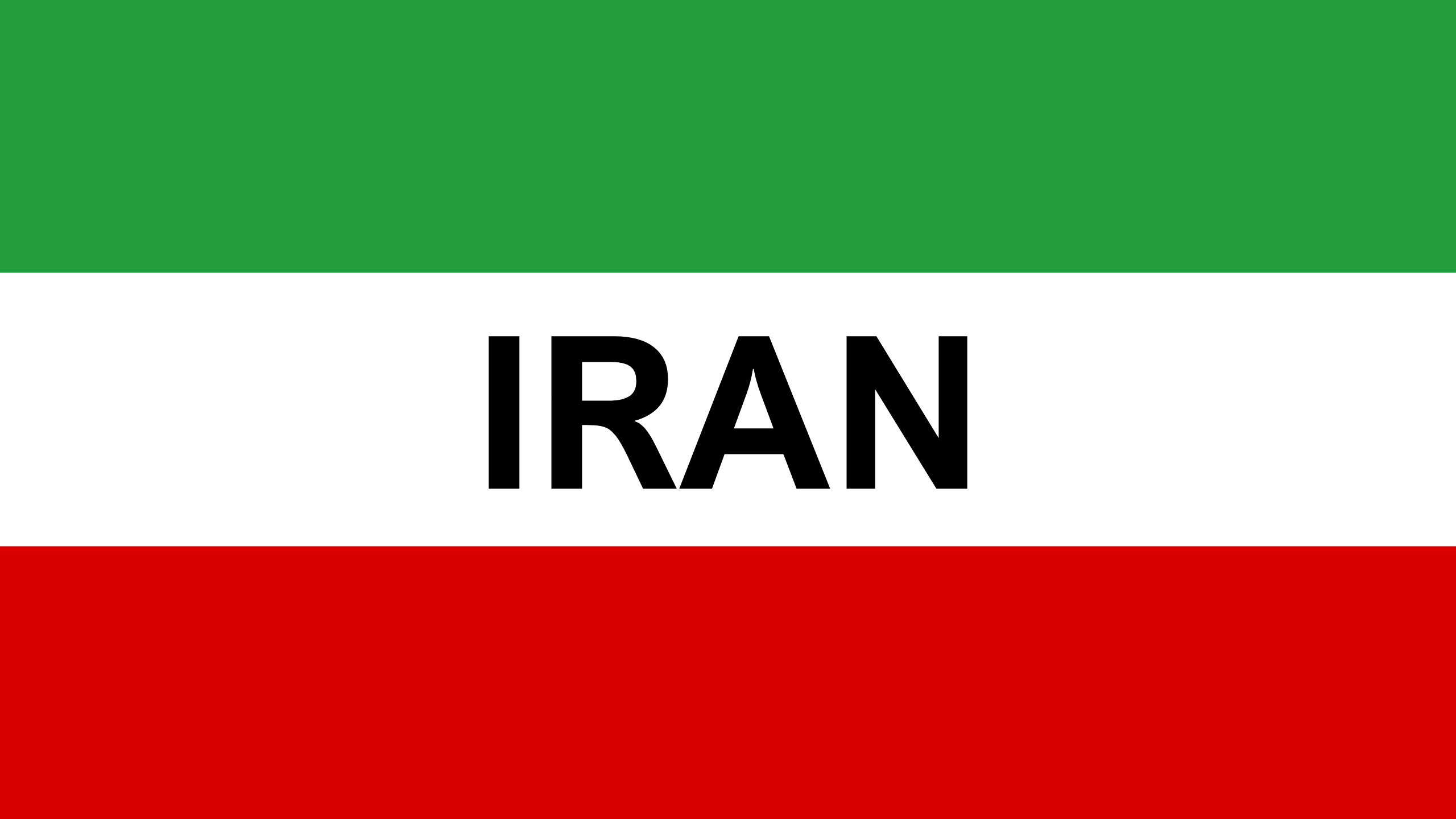
Variante non ufficiale della bandiera dell'Iran utilizzata da alcuni manifestanti